# 389470 Jan
389470 Jan è un asteroide della fascia principale. Scoperto nel 2010, presenta un'orbita caratterizzata da un semiasse maggiore pari a 2,6638959 au e da un'eccentricità di 0,1016134, inclinata di 13,02787° rispetto all'eclittica.
L'asteroide è dedicato a Jan Bosch-Pellicer, nipote abiatico dello scopritore.